# Matilde Hidalgo
Matilde Hidalgo Navarro (Loja, 29 de septiembre de 1889 - Guayaquil, 20 de febrero de 1974), también conocida por el uso de su firma de casada como Matilde Hidalgo de Procel, fue una médica, poeta y activista feminista ecuatoriana. Matilde Hidalgo fue la primera mujer en Latinoamérica en votar en una elección nacional, así como la primera ecuatoriana en obtener un doctorado en medicina. Hidalgo luchó por el reconocimiento de los derechos de las mujeres y ahora es consagrada como uno de los personajes más importantes en la historia ecuatoriana.

## Biografía
Proveniente de un hogar que apoyaba las ideas liberales en política, se enriqueció con el legado cultural alfarista. Sus padres fueron el ciudadano zarumeño Manuel Hidalgo Pauta, de ocupación comerciante y Carmen Navarro del Castillo, natural de Caracas. Después de que su padre murió, su madre tuvo que trabajar como costurera para mantenerla a ella y otros 6 hermanos.[cita requerida]
Estudió en la escuela de la Inmaculada Concepción de las Hermanas de la Caridad. Al graduarse de sexto grado, quiso seguir estudiando. Su hermano Antonio hizo una solicitud a la secular de la escuela secundaria Colegio Bernardo Valdivieso. El director de la escuela, el Dr. Ángel Ojeda, estuvo de acuerdo. Fue la primera mujer bachiller del Ecuador en 1913, graduándose con honores. Paralelamente a sus estudios, empieza a escribir poesía que habla sobre temas como la naturaleza, la ciencia y el amor.
En primera instancia determinó continuar sus estudios en la Universidad Central del Ecuador, donde le fue negada la matrícula. Esto le hizo trasladarse a Cuenca, donde se inscribió en la Universidad de Azuay, que actualmente es la Universidad de Cuenca, tras dialogar con el rector de aquel entonces, Honorato Vázquez, y obtuvo su Licenciatura en Medicina el 19 de julio de 1919.
Al finalizar sus estudios en Cuenca, regresó a Quito donde logró el doctorado en Medicina el 21 de noviembre de 1921 en la Universidad Central del Ecuador, convirtiéndose en la primera mujer ecuatoriana en recibir tal título. En 1922 viaja hacia Guayaquil y consigue trabajo en el Hospital General. Después de un año, Matilde se casó con el abogado Fernando Procel, y tuvo dos hijos. Ejerció la medicina en la ciudad de Guayaquil hasta 1949, cuando obtuvo una beca para realizar una especialización en Pediatría, Neurología y Dietética en Argentina.
A su regreso a Ecuador llegó a ser nombrada vicepresidenta de la Casa de la Cultura Ecuatoriana, y también fue designada presidenta vitalicia de la Cruz Roja Ecuatoriana. Posteriormente, recibió la Medalla al Mérito de Salud Pública.

## Vida profesional y sufragio
Durante la presidencia de José Luis Tamayo, Matilde anunció que iba a votar en las siguientes elecciones presidenciales, en el gobierno de José Luis Tamayo. Se acercó a inscribirse en los registros electorales del cantón Machala, para participar en los próximos comicios de senadores y diputados, pero se lo impidieron alegando que era mujer. Hidalgo alegó que la constitución no especificaba el género para ejercer el voto y que la persona ecuatoriana debía conocer habilidades de gramática y de lectura y ser mayores de edad. 
El Ministro de Gobierno Francisco Ochoa Ortiz absolvió una consulta de manera favorable indicando que “no hay prohibición legal para que las mujeres se inscribieran en los Registros electorales; y que, por consiguiente, la referida señora debe ser inscrita como lo había solicitado en uso de su derecho”.
Ante su insistencia la empadronaron, pero se elevó la consulta al Parlamento y al Honorable Consejo de Estado, y este en su sesión del 9 de junio de 1924 resolvió por unanimidad que las mujeres ecuatorianas gozaban del derecho de elegir y ser elegidas.
En 1924 Hidalgo pudo votar en Loja, convirtiéndose en la primera mujer en Ecuador en sufragar en una elección nacional. Antes de ella hubo casos de mujeres latinoamericanas que lograron sufragar en elecciones locales, como la argentina Julieta Lanteri, que sufragó en 1911 en las elecciones de concejales municipales de Buenos Aires. Hidalgo sentó el precedente de sujeto político femenino para el país y sus logros siguieron sumándose. En 1941 se convirtió en la primera mujer candidata y la primera mujer electa administradora pública en Loja con el cargo de Diputada Suplente.

## Obra
Cecilia Ansaldo Briones ofrece una compilación de veinte poemas de Matilde Hidalgo en el libro de Jenny Estrada titulado "Matilde Hidalgo de Prócel. Biografía y Poemario". De allí se conoce que Matilde Hidalgo escribió sus primeros poemas cuando cursaba la secundaria en el colegio "Bernardo Valdivieso", tratando temas como "el culto a la Ciencia, la admiración por la Naturaleza, elogio a personajes o fechas, devoción mariana, muy poco de poesía amorosa, y el tema de la mujer".
Así mismo, se conocen otros títulos como:
- La mujer y el amor.
- El jilguero.
- ¿Dónde está mi felicidad?.
- En la apoteosis de Don Bernardo Valdivieso.
- Súplica de la mujer constante.
- Olvídame por Dios.
- A María.
- Diez de Agosto.
- Proscripción.
- Mi ideal.
- A Cuenca
- Himno patrio celicano.
- Oblación.
- El poeta.
- La gota de rocío.
- Por los idos no alcemos nuestra tienda.
- Canción de la primavera.
- En la agonía de la tarde.

## Reconocimientos
- Condecoración Nacional “Al Mérito”, en el Grado de Oficial, otorgada por Decreto Presidencial de 1956.
- Homenaje de la ciudad de Loja, declarándola «Mujer Ilustre» (1966).
- Condecoración Nacional “Al Mérito”, de Salud Pública, otorgada por el Ministerio de Salud Pública del Ecuador (1971).
- Medalla de "Servicios", Cruz Roja del Ecuador (1959).[4]
- Incluida en la nueva serie de monedas de 50 Centavos de dólar de Ecuador (2023)

## Homenajes
En su honor se han denominado diferentes avenidas de las ciudades de Guayaquil, Cuenca, Quito; Loja;  un Hospital Maternidad en Guayaquil; una Biblioteca del Centro Múltiple de Institutos de Guayaquil y los premios Matilde Hidalgo.
En 2004, el director ecuatoriano César Carmigniani dirigió una película biográfica llamada "Matilde" que narra los sucesos importantes de la vida de Hidalgo. En 2014, bajo la dirección del mismo cineasta, se produjo la miniserie denominada "La dama invencible".
En 2017, su sobrina bisnieta Jodie Padilla Lozano crea la campaña social y digital "Team Matilde" con el propósito de concientizar sobre el legado de Matilde Hidalgo para promover el empoderamiento femenino en el Ecuador, campaña que culmina sus actividades en abril del 2022 luego de los objetivos alcanzados. Por ejemplo, en el 2019, Jodie dirigió una solicitud a Google para que le dediquen un Doodle a Matilde en reconocimiento a su hazaña como primera mujer en votar en una elección nacional en América Latina. Google escogió publicar el Doodle en el aniversario por los 98 años de la obtención de Matilde de su título de doctor, lo que la convirtió en la primera ecuatoriana profesional. La solicitud fue aprobada y el 21 de noviembre el Doodle apareció en toda América Latina, Italia, Reino Unido e Irlanda. Esto también la situó a Matilde como la primera mujer ecuatoriana en tener su propio Doodle, previamente lo obtuvo Julio Jaramillo. En diciembre del mismo año, "en 2019, la sobrina bisnieta de Hidalgo, Jodie Padilla, logró que la Asamblea Nacional (Parlamento) de Ecuador denominara el 9 de junio como el Día Nacional del Voto Femenino".Por iniciativa de la ex asambleísta Gloria Astudillo, Jodie brinda memoria histórica como sustento durante la moción en el pleno de la Asamblea Nacional (Sesión 638, 10 de diciembre de 2019) que haría posible la aprobación de la conmemoración "Día Nacional del Voto Femenino" cada 9 de junio, en honor al legado de Matilde Hidalgo. La misma resolución solicita a los entes públicos a promover y visibilizar la vida de Matilde desde sus competencias por lo que la misión de "Team Matilde" se convierte en una obligación de todos los ecuatorianos.